# Europawahl in Luxemburg 2004
- LSAP: 1
- Gréng: 1
- DP: 1
- CSV: 3

Die Europawahl in Luxemburg 2004 war die sechste Direktwahl der Mitglieder des Europaparlaments. Sie fand am 13. Juni 2004 im Rahmen der EU-weit stattfindenden Europawahl 2004 statt. In Luxemburg wurden sechs der 732 Sitze im Europäischen Parlament nach dem D’Hondt-Verfahren vergeben. Gleichzeitig mit der Wahl fand die Kammerwahl statt.

## Ergebnis
Wie bei der gleichzeitig stattfindenden Kammerwahl konnte die regierende christdemokratische CSV Stimmen hinzugewinnen, während ihr bisheriger Koalitionspartner, die liberale DP, Verluste hinnehmen musste. Leidtragender davon war die LSAP, die nach leichten Stimmverlusten eines ihrer Mandate an die CSV verlor. Weiterer Wahlgewinner waren die Grünen, die erstmals bei einer Wahl in Luxemburg drittstärkste Partei wurden und damit die DP überholten. Sowohl Grüne als auch DP bekamen aber wie 1999 ein Mandat.
| Listen                | Listen                                             | Stimmen   | %    | Mandate | +/- |
| --------------------- | -------------------------------------------------- | --------- | ---- | ------- | --- |
|                       | Chrëschtlech-Sozial Vollekspartei (CSV)            | 404.823   | 37,1 | 3       | +1  |
|                       | Lëtzebuerger Sozialistesch Aarbechterpartei (LSAP) | 240.484   | 22,1 | 1       | –1  |
|                       | Déi Gréng                                          | 163.754   | 15,0 | 1       | ±0  |
|                       | Demokratesch Partei (DP)                           | 162.064   | 14,9 | 1       | ±0  |
|                       | Alternativ Demokratesch Reformpartei (ADR)         | 87.666    | 8,0  | –       | ±0  |
|                       | Déi Lénk                                           | 18.345    | 1,7  | –       | ±0  |
|                       | Kommunistesch Partei Lëtzebuerg (KPL)              | 12.800    | 1,2  | –       | ±0  |
| Gesamt                | Gesamt                                             | 1.089.936 | 100  | 6       | –   |
|                       |                                                    |           |      |         |     |
| Gültige Stimmzettel   | Gültige Stimmzettel                                | 192.185   | –    |         |     |
| Ungültige Stimmzettel | Ungültige Stimmzettel                              | 17.504    | 8,3  |         |     |
| Wähler                | Wähler                                             | 209.689   | 91,3 |         |     |
| Wahlberechtigte       | Wahlberechtigte                                    | 229.550   |      |         |     |
|                       |                                                    |           |      |         |     |
| Quelle: Procès-verbal |                                                    |           |      |         |     |

## Fraktionen im Europäischen Parlament
| Partei                         | Partei                                      | Mandate | Fraktion |
| ------------------------------ | ------------------------------------------- | ------- | -------- |
|                                | Chrëschtlech-Sozial Vollekspartei           | 3 / 6   | EVP-ED   |
|                                | Lëtzebuerger Sozialistesch Aarbechterpartei | 1 / 6   | SPE      |
|                                | Déi Gréng                                   | 1 / 6   | G/EFA    |
|                                | Demokratesch Partei                         | 1 / 6   | ALDE     |
|                                |                                             |         |          |
| Quelle: Europäisches Parlament |                                             |         |          |